# Autoretrat a l'Edat de 34
Autoretrat a l'Edat de 34 és un autoretrat del pintor venecià Rembrandt, del 1640 que es troba actualment en el National Gallery de Londres. La pintura és influïda per la tradició dels retrats de pintura com el Retrat de Baltasar Castiglione fet per Raphael que es troba en el Museu del Louvre i pel Retrat de Gerolamo Barbarigo fet per Ticià que es troba al National Gallery de Londres, possiblement perquè es va voler fer lloc entre els gran 'Mestres Vells'. L'artista es descriu a l'altura de la seva carrera, vestit ricament i segur de si mateix.